# Poul Vendelbo de Løvenørn

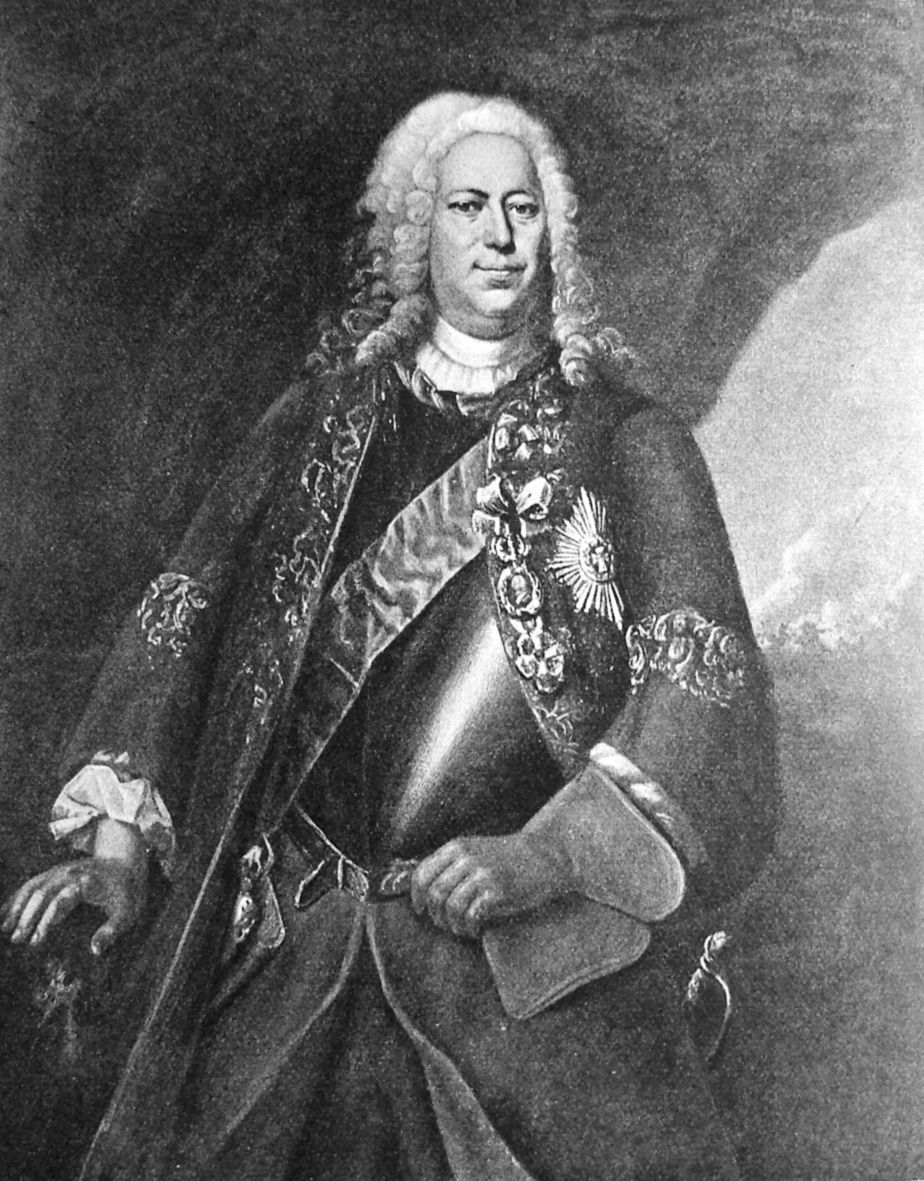
Poul Vendelbo Løvenørn

Poul Thomsen Vendelbo de Løvenørn (deutsch Paul von Lövenörn auf Bregentved * 5. April 1686 in Horsens; † 27. Februar 1740 in Kopenhagen) war ein dänischer Heeresoffizier, der zunächst in russischen, später in dänisch-norwegischen Diensten – zuletzt als General der Kavallerie – stand.

## Herkunft und Familie
Geboren wurde Poul Vendelbo de Løvenørns als Poul Thomsen, genannt Poul Vendelbo (auch Wendelbo oder Windelboe). Den Namen „Løvenørn“ erhielt er durch seine Aufnahme in den dänischen Adel am 14. Januar 1711 und ist damit der Stammvater des Geschlechts. Løvenørns Vater war der Kaufmann, Bestatter und Auktionator Thomas Poulsen Vendelbo († 1693), seine Mutter war dessen Gattin Anna, geb. Nielsdatter (1641–1708). Nach dem Tode des Vaters heiratete die Mutter den Polizisten Stephan Jacobsen († 1728).
Am 21. März 1714 heiratete Løvenørn in der Kopenhagener Vor Frue Kirke Ingeborg Dorthea Vinding (1686–1734), Tochter des Staatsrates und Professors Poul Vinding (1658–1712) und dessen Gattin Margrethe S., geb. Bøgvad (1660–1721). Sie gebar ihm einen Sohn – den späteren Amtmann Frederik de Løvenørn.

## Leben

### Jugend und Großer Nordischer Krieg
Løvenørn wuchs in einem wohlhabenden Kaufmannshaushalt in Horsens auf, besuchte die örtliche Lateinschule und ab 1705 die Universität, um Theologie zu studieren. 1707 ließ er sich jedoch als Soldat für das russische Regiment in St. Petersburg anwerben. Dort arbeitete er als Haushofmeister für Fürst Alexander Danilowitsch Menschikow, wurde allerdings noch vor Ablauf des Jahres Leutnant beim Infanterieregiment und bald Kapitän beim fürstlichen Leibregiment. 1708 nahm er an der Schlacht bei Lesnaja und im folgenden Jahre bei der Schlacht bei Poltawa teil und stieg zum Major sowie zum Generaladjutanten Menschikows auf. Als solcher führte er die Kapitulationsverhandlungen mit dem schwedischen General der Infanterie Adam Ludwig Lewenhaupt bei Perewolotschna. Im Frühjahr 1710 erhielt er durch den Gesandten Just Juel Kunde, dass er in den dänischen Adelsstand aufgenommen werden könne. Am 14. Oktober 1711 wurde Løvenørn in den dänischen und russischen Adelsstand aufgenommen, nachdem er als Oberstleutnant nach Kopenhagen gesandt wurde. Gleichzeitig mit seiner Erhebung in den dänischen Adelsstand gelobte er, nach Kriegsende in dänisch-norwegische Dienste zu treten. Nun knüpfte er eine bedeutende Verbindung zu Obersekretär Ditlev Vibe. Im Juli 1712 wurde er dänisch-norwegischer Generaladjutant und fungierte – obgleich noch in russischen Diensten – als dänisch-norwegischer Unterhändler bei Zar Peter. Im September desselben Jahres nahm er seinen Abschied aus russischen Diensten, da er bei Peter im Misstrauen stand. In der Heimat wurde er nun zum Oberst, wirklichen Generaladjutanten und Kompaniechef der Garde zu Pferde ernannt. Am 20. Dezember 1712 nahm Løvenørn an der Schlacht bei Gadebusch teil und überbrachte dem schwedischen Befehlshaber Magnus Stenbock die Kapitulationsbedingungen und spielte die Hauptrolle bei der Übergabe von Tönning 1714. Nach einer diplomatischen Mission in St. Petersburg im nächsten Jahre, nahm er an der Eroberung Rügens teil und verhandelte die Übergabe von Stralsund. Im April 1716 inspizierte er die norwegischen Verteidigungskräfte und sondierte 1719 nach dem Tode Karl XII. in Stockholm Friedensmöglichkeiten. Von Juni bis Juli 1719 verhandelte er mit Karl Friedrich von Schleswig-Holstein-Gottorf und Georg I. von Großbritannien in Hamburg und von August bis November mit den Schweden in Kopenhagen. Nach den endgültigen Friedensverhandlungen in Stockholm unterzeichnete er am 3. Juli 1720 den Friedenstraktat auf Schloss Frederiksborg.

### Amtmann und Diplomat
1719 zum Generalmajor ernannt, nahm Løvenørn den Abschied aus dem aktiven Militärdienst und wurde nach einem gichtbedingten Kuraufenthalt in Aix-la-Chapelle Gesandter am Hofe Friedrich Wilhelm I. in Berlin. Hier wurde er wohlwollend empfangen, gar ins „Tobakskollegium“ des Königs aufgenommen, fühlte sich ansonsten aber nicht wohl in der preußischen Atmosphäre. Nach seiner bisherigen Karriere, hätte er bedeutsamere Posten als den eines Stiftamtmannes über das Bistum Århus oder eines Amtmannes über Havreballegård und Stjernholm – Posten, die er am 24. November 1725 erhielt – erhalten können, doch Friedrich IV. mochte keine starken Persönlichkeiten in seiner Nähe und ernannte Løvenørn deshalb nicht zum Nachfolger Christian Carl Gabels als Oberkriegssekretär. In seinen neuen Ämtern knüpfte Løvenørn Kontakt zum Amtmann über Viborg, Iver Rosenkrantz, durch den er in den Anhängerkreis des Kronprinzen Christian aufgenommen wurde. Im April 1730 wurde er abermals nach Berlin geschickt, diesmal mit der Aufgabe, zwischen Preußen und England-Hannover zu vermitteln. Während dieser Mission wurde er in die dramatische Flucht des preußischen Kronprinzen Friedrich verwickelt. Dieser hatte Løvenørn bereits zuvor von seinen Fluchtplänen erzählt, weshalb König Friedrich Wilhelm I. ihm vorwarf, diese nicht verraten zu haben. Es stellte für Løvenørn also eine Befreiung dar, als er nach dem Tode Friedrich IV. heim nach Dänemark gerufen wurde.

### Oberkriegssekretär
Nun kam es Løvenørn zugute, dass er zuvor Sympathisant des neuen Königs gewesen war. Am 6. November 1730 wurde er von Christian VI. zum Oberkriegssekretär ernannt, und am 17. November erfolgte die Ernennung zum Deputierten im Sekretariat für Heer und Flotte. 1732 erhielt er die Beförderung zum Generalleutnant. 1735 gab Løvenørn die Zuständigkeit für die Flotte an Friedrich Danneskiold-Samsøe ab; hernach waren die Land- und Seestreitkräften unterschiedlichen Oberkriegssekretären zugeteilt. 1738 erhielt er die Beförderung zum General der Kavallerie. Zu Rosenkrantz stand er in einem gewissen Gegensatz aufgrund außenpolitischer Ansichten; so wollte Rosenkrantz etwa das Bündnis mit Großbritannien beibehalten wollte, arbeitete Løvenørn auf einen Pakt mit Frankreich hin. Zudem war er Mitglied der Baukommission für Christiansborg.

## Auszeichnungen
- 1722: Weißer Ritter[5]
- 1731: Geheimrat[5]
- 1739: Ordre de l’union parfaite[3]
- 28. November 1739: Blauer Ritter mit dem Symbol „Domini quid tibi retributam“[1]

## Endnoten
1. 1 2 3  Johann Heinrich Friedrich Berlien: Der Elephanten-Orden und seine Ritter … Berlingsche Officin, Kopenhagen 1846, S. 95 (books.google.dk).
2. ↑  reventlow.dk: Poul Windelboe de Løvenørn, abgerufen am 9. November 2019.
3. 1 2 3 4 5  finnholbek.dk: Poul Thomsen de Løvenørn, abgerufen am 9. November 2019.
4. ↑  A. Tuxen: Løvenørn, Poul Vendelbo. In: Christian Blangstrup (Hrsg.): Salmonsens Konversationsleksikon. 2. Auflage. Band 16: Ludolf–Miel. J. H. Schultz Forlag, Kopenhagen 1924, S. 285–286 (dänisch, runeberg.org).
5. 1 2 3 4 5 6 7 8  Claus Bech, C. O. Bøggild-Andersen: Poul Vendelbo Løvenørn. In: Svend Cedergreen Bech, Svend Dahl (Hrsg.): Dansk biografisk leksikon. Begründet von Carl Frederik Bricka, fortgesetzt von Povl Engelstoft. 3. Auflage. Band 9: Levi–Moltesen. Gyldendal, Kopenhagen 1981, ISBN 87-01-77452-2 (dänisch, biografiskleksikon.lex.dk).

| Personendaten    | Personendaten                                           |
| ---------------- | ------------------------------------------------------- |
| NAME             | De Løvenørn, Poul Vendelbo                              |
| ALTERNATIVNAMEN  | De Løvenørn, Poul Thomsen Vendelbo (vollständiger Name) |
| KURZBESCHREIBUNG | dänischer Heeresoffizier                                |
| GEBURTSDATUM     | 5. April 1686                                           |
| GEBURTSORT       | Horsens                                                 |
| STERBEDATUM      | 27. Februar 1740                                        |
| STERBEORT        | Kopenhagen                                              |